# Rockin’ Sidney
Sidney Simien (* 9. April 1938 in Lebeau, Louisiana; † 25. Februar 1998 in Lake Charles, Louisiana), auch bekannt als Rockin’ Sidney und Count Rockin’ Sidney, war ein US-amerikanischer R&B-, Zydeco- und Soul-Musiker, der in den 1950er Jahren seine ersten Aufnahmen machte und bis zu seinem Tod als Musiker aktiv war. Sein größter Hit war der Zydeco-Song My Toot Toot aus dem Jahr 1984.

## Leben und Wirken
Simien wurde in dem kleinen Ort Lebeau in Louisiana geboren. Seine Familie hatte französisch-kreolische Wurzeln. Bereits in jungen Jahren spielte er Gitarre und Mundharmonika, als Teenager musizierte er in der Band seines Onkels. Bald hatte er seine eigene Band, Sidney Simien and His All Stars. 1956, mit 18 Jahren, machte er seine erste Aufnahme Make Me Understand.
Zu Beginn seiner Karriere spielte Simien R&B im Stil von Slim Harpo und Cookie & The Cupcakes. Er veröffentlichte eine Reihe von Singles bei verschiedenen Plattenlabeln. 1962 hatte er mit No Good Woman einen lokalen Hit.
1965 zog Simien nach Lake Charles und bekam einen Vertrag bei Goldbrand Records. Er trug jetzt einen Turban und nannte sich „Count Rockin’ Sidney“. Bis 1970 nahm er etliche R&B-, Soul- und Blues-Singles auf, ohne den großen Durchbruch zu erzielen.
In den 1970er Jahren trat Simien solo in Hotels auf, wobei er sich auf einer Orgel begleitete. Um 1980 herum begann er, mit einem Akkordeon Zydeco in der Art Clifton Cheniers zu spielen. 1982 brachte er sein erstes Zydeco-Album Give Me a Good Time Woman heraus, worauf er alle Instrumente selbst spielte. 1984 machte My Toot Toot ihn international bekannt, und er bekam 1986 einen Grammy für den Song, der Millionen Mal verkauft wurde. Artikel über Rockin’ Sidney erschienen in zahlreichen Zeitschriften, und er hatte Auftritte in bekannten Fernsehshows. My Toot Toot wurde von vielen Musikern gecovert, darunter Fats Domino, Rosie Ledet, Jean Knight, Terrance Simien, Doug Kershaw, Denise LaSalle, Jimmy C. Newman und John Fogerty.
Von den Einnahmen durch My Toot Toot kaufte Simien einen Radiosender und einen Club in Lake Charles, und er betrieb sein eigenes Plattenlabel ZBC Records. Er ging weiterhin in den Staaten und in Europa auf Tour und veröffentlichte Alben. 1998 starb er an Kehlkopfkrebs.